# Vale de Telhas
Vale de Telhas es una freguesia portuguesa del concelho de Mirandela, en el distrito de Braganza, con 13,35 km² de superficie y 283 habitantes (2011). Su densidad de población es de 21,3 hab/km².